# Sarcoglottis acaulis
Sarcoglottis acaulis là một loài thực vật có hoa trong họ Lan. Loài này được (Sm.) Schltr. miêu tả khoa học đầu tiên năm 1919.